# Хелиотроп
 Тази статия е за минерала.  За растенията вижте Подсунка.  
Хелиотропът, наричан също кървав камък, е агрегатен минерал, криптокристална смес на кварц, срещаща се най-често като яспис или понякога като халцедон. Класическият кървав камък е зелен халцедон с червен яспис, съдържащ включения от хематит, при което ясписът прилича на петна от кръв. В хелиотропа може да се срещат и други цветове на халцедона, като бял, жълт или син. Полускъпоценен камък е.